# 구라키군

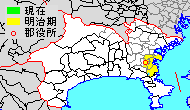
구라키군의 위치 (하늘색 : 후에 다른 군에서 편입한 구역이다.)

구라키군(久良岐郡)은 가나가와현(무사시국)에 존재했던 군이다.

## 군역
1878년 형정 구역으로 발족 당시의 군역은 요코하마시 나카구, 니시구(일부 제외), 이소고구, 가나자와구(일부 제외) 및 미나미구의 대부분, 고난구의 일부에 해당한다. 같은 해 설치된 요코하마구에 속한 구역은 제외한다.

### 인접한 군
행정 구역으로 발족할 당시에 인접했던 군은 다음과 같다.
- 가나가와현: 다치바나군, 가마쿠라군, 미우라군

## 역사
- 1889년

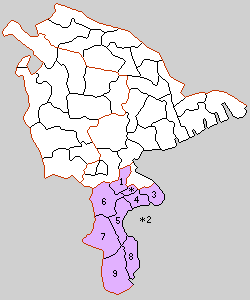
1.도다촌 2.나카촌 3.혼모쿠촌 4.네기시촌 5.뵤부가우라촌 6.오오카가와촌 7.구사카촌 8.가나자와촌 9.무쓰우라쇼촌 (보라:요코하마시)

  - 3월 31일 - 아래의 촌이 설치되었다. 전역이 현 요코하마시.(9촌)
    - 도다촌(戸太村): 현 니시구, 미나미구
    - 나카촌(中村):현 미나미구
    - 혼모쿠촌(本牧村): 현 나카구
    - 네기시촌(根岸村):현 나카구, 이소고구
    - 뵤부가우라촌(屏風浦村): 현 이소고구
    - 오오카가와촌(大岡川村):현 미나미구, 고난구
    - 구사카촌(日下村): 현 이소고구, 고난구
    - 가나자와촌(金沢村): 현 가나자와구
    - 무쓰우라쇼촌(六浦荘村): 현 가나자와구

  - 4월 1일 - 위의 9촌이 정촌제를 시행.
- 1895년 10월 - 도다촌이 정제 시행으로 도다정(戸太町)이 됨.(1정 8촌)
- 1897년 - 무쓰우라쇼촌이 가마쿠라군 가마쿠라정의 일부를 편입.
- 1901년 4월 1일 - 도다정·나카촌·혼모쿠촌·네기시촌이 요코하마시에 편입.(5촌)
- 1911년 4월 1일 - 뵤부가우라촌의 북부, 오오카가와촌의 북부가 요코하마시에 편입.
- 1926년 1월 1일 - 가나자와촌이 정제 시행으로 가나자와정(金沢町)이 됨.(1정 4촌)
- 1927년
  - 4월 1일 - 뵤부가우라촌·오오카가와촌·구사카촌이 요코하마시에에 편입.(1정 1촌)
  - 10월 1일 - 요코하마시가 구제를 시행[1]. 옛 구라키군 지역에 아래의 3구를 설치.
    - 가나가와구 ← 구 요코하마구(일부), 구 도다촌(일부)
    - 나카구 ← 구 나카촌, 구 혼모쿠촌, 구 오오카가와촌, 구 요코하마구(일부), 구 오타촌(일부), 구 구사카촌(일부), 구 네기시촌(일부)
    - 이소고구 ← 구 뵤부가우라촌, 구 구사카촌(일부), 구 네기시촌(일부)
- 1936년 10월 1일 - 가나자와정·무쓰우라쇼촌이 요코하마시에 편입. 이소고구의 일부가 됨. 이날 구라키군은 폐지됨. 가나가와현 내에서는 1896년 군 개편 이후 최초의 군 소멸이다.

## 참고 문헌
- 《가도카와 일본 지명 대사전》 편집위원회, 편집. (1984년 6월 1일). 《가도카와 일본 지명 대사전》. 14 가나가와현. 가도카와 쇼텐. ISBN 4040011406.